# Phaonia malaisei
Phaonia malaisei este o specie de muște din genul Phaonia, familia Muscidae, descrisă de Ringdahl în anul 1930. Conform Catalogue of Life specia Phaonia malaisei nu are subspecii cunoscute.